# Yokosuka K5Y
Lo Yokosuka K5Y (九三式中間練習機? , addestratore intermedio tipo 93, nome in codice alleato Willow) era un monomotore da addestramento biplano sviluppato dall'ufficio di progettazione giapponese Kūgishō, il Primo arsenale tecnico aeronavale di Yokosuka nei primi anni trenta.
Realizzato in tre versioni, una basata a terra e due idrovolante a scarponi, fu prodotto da numerose aziende aeronautiche giapponesi in oltre 5 500 esemplari ininterrottamente dal 1932 al 1945. Modello particolarmente longevo, venne impiegato dalla Dai-Nippon Teikoku Kaigun Kōkū Hombu, la componente aerea della Marina imperiale giapponese, fino al termine della seconda guerra mondiale.

## Storia del progetto
Nei primi anni trenta la Marina imperiale giapponese espresse l'esigenza di rinnovare la propria flotta di velivoli da addestramento intermedio a disposizione delle scuole di volo. A tale scopo venne incaricato l'ufficio tecnico del Primo Arsenale di Yokosuka che iniziò lo sviluppo del modello identificato (nel sistema di designazione "lungo") come "Addestratore intermedio per la Marina Tipo 91". Il modello riproponeva un'impostazione classica per il periodo, monomotore in configurazione traente, biposto in tandem, Il prototipo realizzato tuttavia si rivelò gravato di problemi di stabilità tali da dover ricorrere ad un ulteriore sviluppo del progetto originale. La marina imperiale decise, nel 1933, di assegnare il lavoro alla Kawanishi Kōkūki KK la quale riuscì a risolvere i problemi del precedente prototipo ottenendo dalla commissione esaminatrice l'autorizzazione all'avvio della produzione in serie.
La prima versione prodotta, identificata K5Y1 nel "sistema" corto e "Addestratore intermedio per la Marina Tipo 93" in quello lungo, entrò in servizio nel 1934, alla quale si affiancarono due versioni idrovolante in cui il carrello d'atterraggio era sostituito da un complesso tubolare a cui faceva capo una coppia di grandi galleggianti, identificate a seconda della motorizzazione K5Y2 e K5Y3. Il K5Y fu la colonna portante dei reparti di addestramento al volo del servizio aereo della Marina imperiale giapponese, e in qualità di addestratori intermedi erano in grado di eseguire difficili manovre acrobatiche. Di seguito si riporta la tabella riassuntiva delle aziende che lo costruirono:
| Costruttore                          | Quantità | Versione    | Periodo |
| Dai-Ichi Kaigun Kokusho, Kasumigaura | 75       | K5Y1        | 1944    |
| Fuji Hikōki KK                       | 869      | K5Y1        | 1942-45 |
| Hitachi Kōkūki KK                    | 1 393    | K5Y1        | 1940-44 |
| Kawanishi Kōkūki KK                  | 60       | K5Y1        | 1933-36 |
| Mitsubishi Jūkōgyō KK                | 60       | K5Y1        |         |
| Nakajima Hikōki KK                   | 24       | K5Y1        | 1935-36 |
| KK Watanabe Tekkōsho                 | 393      | K5Y1        | 1936-39 |
| KK Watanabe Tekkōsho                 | 163      | K5Y2        | 1937-39 |
| Nippon Hikōki KK                     | 2 025    | K5Y1        | 1940-45 |
| Nippon Hikōki KK                     | 708      | K5Y2 e K5Y3 | 1940-45 |

## Versioni

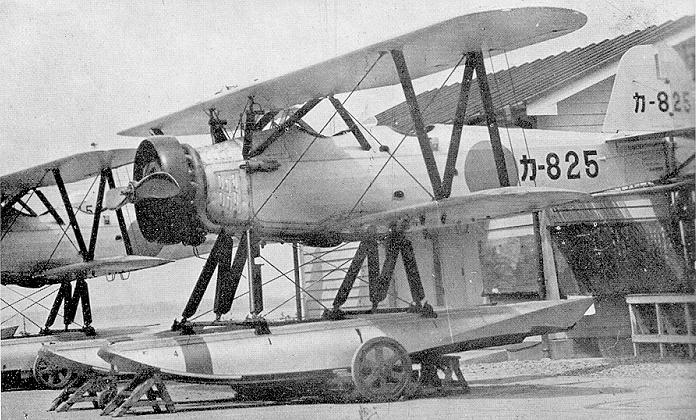
Una serie di K5Y2, versione idrovolante a scarponi.

K5Y1versione biposto da addestramento intermedio destinato alla marina imperiale giapponese.
K5Y2versione idroaddestratore a scarponi biposto equipaggiata con un motore Amakaze 11.
K5Y3versione idroaddestratore a scarponi biposto equipaggiata con un motore Amakaze 21 da 515 hp (384 kW).
K5Y4versione basata a terra solo pianificata, destinata ad essere equipaggiata con un motore Amakaze 21A da 480 hp (358 kW), nessun esemplare costruito.
K5Y5versione basata a terra solo pianificata, destinata ad essere equipaggiata con un motore Amakaze 15 da 515 hp (384 kW), nessun esemplare costruito.

## Utilizzatori
Giappone
- Dai-Nippon Teikoku Kaigun Kōkū Hombu

## Esemplari attualmente esistenti
Uno Yokosuka K5Y1 è esposto al pubblico presso l'ABRI Satria Mandala Museum di Giacarta, Indonesia. Il velivolo è dipinto nella livrea della Angkatan Udara Republik Indonesia e presenta l'identificativo 62 TJ dipinto sull'elemento verticale dell'impennaggio..